# Walkendorf
Walkendorf är en kommun och ort i Landkreis Rostock i förbundslandet Mecklenburg-Vorpommern i Tyskland.
Kommunen ingår i kommunalförbundet Amt Gnoien tillsammans med kommunerna Altkalen, Behren-Lübchin, Finkenthal och Gnoien.